# Zygocanna vagans
Zygocanna vagans is een hydroïdpoliep uit de familie Aequoreidae. De poliep komt uit het geslacht Zygocanna. Zygocanna vagans werd in 1912 voor het eerst wetenschappelijk beschreven door Bigelow. 